# 雅克·皮卡尔

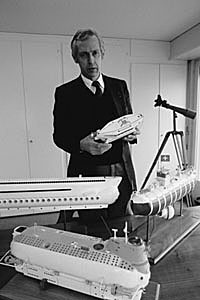
雅克·皮卡尔

雅克·皮卡尔（Jacques Piccard，1922年7月28日—2008年11月1日），瑞士深海探险家及发明家。出生於比利時布魯塞爾，主要的貢獻是對於研究洋流的深海探險器的發明改進。
1960年1月乘坐與父親奧居斯特·皮卡爾共同設計製作的特里亞斯特號潛水艇，與美國海洋學家兼探險家唐納德·沃爾什下潛至馬里亞納海溝10,911米深處。

## 家族
- 奥居斯特·皮卡尔：其父。瑞士物理学家、发明家和探险家。
- 貝特朗·皮卡爾：其子。瑞士精神科醫師、冒險家及熱氣球運動員。